# 三つ首塔
『三つ首塔』（みつくびとう）は、横溝正史が1955年に著した長編推理小説。「金田一耕助シリーズ」の一つ。
本作を原作として、2014年3月時点で、映画1本、テレビドラマ4作品が制作されている。

## 概要
本作は『小説倶楽部』1955年1月号 - 12月号に連載された作品である。ヒロイン音禰による回想手記の形をとっているため、『八つ墓村』同様、金田一耕助の出番は少ない。つねに合理的解決を厳守する横溝正史の作品としては、やや珍しい終わり方をする。その理由について横溝は、原稿枚数の都合で合理的な結末を展開できなかったと語っている。
横溝は本作を自選ベスト10の8位に挙げている。ただし実際の自選は7位までで、8位以下は文庫本の売れ行き順で決まった。横溝は「（8位以下を）ベスト10に入れるとなると躊躇せざるをえない」とも記している。『幽霊男』『吸血蛾』『悪魔の寵児』などと同様に娯楽系の倶楽部雑誌に発表された作品なので扇情的な描写が多いが、三つ首塔伝承をはじめローカル物に似た色彩も持ち、構成も複雑なことから、他の通俗長編（ベストテン談義などではまず一顧だにされない）とは別格の扱いを受けることが多い。

## ストーリー
宮本音禰（みやもとおとね）は、13歳のときに両親を亡くし、伯父の某私立大学文学部長で英文学者である上杉誠也にひきとられた。1955年（昭和30年）9月17日、音禰は、遠縁に当たる佐竹玄蔵老人の百億円に近い財産を、高頭俊作という見知らぬ男と結婚することを条件に譲られることになっていることを告げられる。
その1ヵ月後の10月3日。上杉伯父の還暦祝いの夜に、連続殺人の最初の事件が起こる。その連続殺人事件は、玄蔵老人が、かつて死に追いやった2人の男と自らの合せて3人の首を供養するために建てたという蓮華供養塔「三つ首塔」に起因していた。

## 登場人物
- 金田一耕助（きんだいち こうすけ）…私立探偵
- 等々力大志（とどろき だいし）…警視庁警部
- 宮本音禰（みやもと おとね）…「私」、百億円の遺産相続人に選ばれる。
- 佐竹玄蔵（さたけ げんぞう）…大富豪、音禰に遺産を相続させようとする、偽名は陳和敬
- 佐竹彦太（さたけ ひこた）…玄蔵の長兄、故人
- 佐竹善吉（さたけ ぜんきち）…玄蔵の次兄で音禰の曾祖父、故人
- 宮本省三（みやもと しょうぞう）…音禰の父、国文学者、故人
- 宮本節子（みやもと せつこ）…音禰の母で善吉の孫、故人
- 上杉和子（うえすぎ かずこ）…節子の姉で音禰の養母、善吉の孫、故人
- 上杉誠也（うえすぎ せいや）…和子の夫で音禰の養父、某私立大学の文学部長
- 上杉品子（うえすぎ しなこ）…誠也の姉
- お茂（おしげ）…上杉家女中
- 佐竹建彦（さたけ たてひこ）…節子の弟で音禰の叔父、善吉の孫
- 武内大弐（たけうち だいじ）…山師、玄蔵に殺される。
- 武内潤伍（たけうち じゅんご）…大弐の孫
- 高頭省三（たかとう しょうぞう）…玄蔵の共同出資者、大弐殺しの罪を着せられ打ち首になる。
- 高頭俊作（たかとう しゅんさく）…高頭省三の曾孫
- 高頭五郎（たかとう ごろう）…高頭省三の曾孫で俊作の従兄弟
- 笠原薫（かさはら かおる）…彦太の曾孫、アクロバットダンサー、芸名はナンシー笠原
- 笠原操（かさはら みさお）…彦太の曾孫で薫の妹、アクロバットダンサー、芸名はカロリン笠原
- 島原明美（しまばら あけみ）…彦太の曾孫、バー「BON・BON」のマダム
- 古坂史郎（ふるさか しろう）…明美の愛人
- 佐竹由香利（さたけ ゆかり）…彦太の玄孫、オリオン座の芸者
- 鬼頭庄七（きとう しょうしち）…由香利の養父
- 根岸蝶子（ねぎし ちょうこ）…彦太の曾孫で花子の双子の姉、紅薔薇座の芸者、芸名はヘレン根岸
- 根岸花子（ねぎし はなこ）…彦太の曾孫で蝶子の双子の妹、紅薔薇座の芸者、芸名はメリー根岸
- 志賀雷蔵（しが らいぞう）…紅薔薇座支配人、蝶子と花子の愛人
- 黒川（くろかわ）…黒川法律事務所所長
- 法然（ほうねん）…蓮華供養塔（三つ首塔）の和尚、同性愛者
- 岩下三五郎（いわした さごろう）…私立探偵

## 映画

### 1956年版
『三つ首塔』は1956年4月25日に公開された。東映、監督は小林恒夫、小沢茂弘。主演は片岡千恵蔵。

## テレビドラマ

### 1972年版
『いとこ同志』は、日本テレビ系列の「火曜日の女シリーズ」（毎週火曜日22時 - 22時56分）で1972年8月22日から9月26日まで放送された。全6回。
遺産相続資格者は一條玄蔵（原作の佐竹玄蔵）の孫娘たちで、一條百合（原作の宮本音禰）のみが男系で他は女系である。建彦は百合の亡父であり、百合の亡母やその姉・上野奈美子（原作の上杉和子）は一條家（原作の佐竹家）出身ではない。女系の孫娘たち（原作の佐竹彦太末裔）は3姉妹の娘5人（双生児設定は無し）に整理されていて（原作登場人物名の一部は玄蔵の娘たちの名に割り当てられ登場しない）、各々に男がついている。高杉卓也と次郎（原作の高頭俊作と五郎）は兄弟で、父親が冤罪で死刑となっていた。
キャスト
- （金田一 - 登場せず）
- 一條百合（原作の宮本音禰） - 島田陽子、一條玄蔵の長男建彦の娘20歳
- 上野誠也 - 仲谷昇、国文学者、一條百合の伯母上野奈美子の夫43歳、金田一の謎解きの代わりに自らが罪を告白する。
- 高杉卓也 - 高田裕史、一條玄蔵の遺言状の中で、百合が全財産を相続する条件として、高杉卓也と結婚することとされていた。
- 高杉次郎 - 佐々木剛、卓也の弟
- 佐竹かほる - 悠木千帆、百合の従姉（一條玄蔵の三女佐竹和子の娘）26歳
- 佐竹由香利 - 可愛和美、百合の従妹（一條玄蔵の三女佐竹和子の娘）18歳
- 志賀節子 - 原良子、百合の従姉（一條玄蔵の次女笠原蝶子の娘）32歳
- 志賀幸二 - 鶴賀二郎、志賀節子の夫35歳
- 古坂史郎 - 水谷豊、島原明美の情人19歳
- 鬼頭庄七 - 草野大悟、佐竹由香利のマネージャー32歳
- 辻森源三 - 穂積隆信、佐竹かほるの情人、不動産業者
- 島原明美 - 春川ますみ、百合の従姉（一條玄蔵の長女島原花子の娘）36歳
- 島原操 - 根岸明美、百合の従姉（一條玄蔵の長女島原花子の娘）33歳
- 神山光司 - 柳瀬志郎、島原操の情人36歳
- 黒川弁護士 - 森塚敏
- 雨宮刑事 - 近藤宏、捜査責任者
- 小倉刑事 - 北村総一郎、雨宮刑事の部下
- 小田刑事 - 中条静夫
- ジュン - 宮野リエ、高杉次郎の仲間のフーテン娘
- ナレーター - 矢島正明

スタッフ
- 企画 - 小坂敬
- プロデューサー - 高橋靖二、中尾孝道
- 音楽 - 大野雄二
- 脚本 - 佐々木守
- 監督 - 松尾昭典
- 撮影 - 岩佐一泉
- 美術 - 松井敏行
- 録音 - 橋本文雄
- 照明 - 宮崎清
- 編集 - 井上治
- 製作担当 - 高木正幸（1回）、長尾茂久（2 - 6回）
- 助監督 - 岡本弘
- 記録 - 中尾寿美子
- 結髪 - 加藤つや子
- 衣裳 - 東京衣装
- 映広音響
- 高津映画装飾
- 東京テレビアート
- 東洋現像所
- 衣裳協力 - 三陽商会
- 製作 - ユニオン映画

### 1977年版
『横溝正史シリーズI・三つ首塔』は、TBS系列で1977年5月28日から6月18日まで毎週土曜日22時 - 22時55分に放送された。全4回。
基本的に原作通りにストーリーが進むが、細かい設定が多々省略されている。具体的には、堀井敬三の多様な変装、音禰が上杉家から出奔したときの詳細経緯、志賀雷蔵から逃げ出す際の鍵入手および古坂史郎との遭遇、ヤミ屋パーティでの堀井の負傷、古坂史郎から逃げ出すときの詳細経緯、三つ首塔発見後の近辺での情報収集、井戸に落ちた後の食糧事情などが省略されている。また、堀井敬三の各々の隠れ家に管理人が居ることは科白で語られるが、音禰からの電話を取り次ぐ以外には登場しない。
原作が宮本音禰による（一人称の）手記であるゆえに描写できていない、金田一が上杉誠也を追いかけて三つ首塔に達した経緯・古坂史郎による武内家としての恨みの独白・終盤での古坂史郎たちの仲間割れが具体的に映像化されている。なお、上杉誠也は三つ首塔へ向かう前に音禰への恋愛感情を金田一に指摘されており、三つ首塔近くでも宿屋で金田一に対峙し、原作のように姿を隠してはいない。
原作では高頭俊作は高頭省三の、古坂史郎は武内大弐の各々曾孫だが、黒川弁護士は前者を、金田一は後者を各々「孫」と説明している。一方、宮本音禰は原作通り佐竹善吉の曾孫である。
その他、以下のような原作からの変更がある。
- 佐竹玄蔵の遺産は100億円ではなく10億円である。
- 俊作と音禰は巻物に同時に手形を押していた。原作では11歳と6歳だが、本作の巻物に記載された年齢は5歳と3歳である。
- 上杉の還暦パーティで音禰は洋装であり、プレゼンテーターとして目立つ役割を担っている。
- 高頭俊作（実は五郎）の死体は階段で発見される。
- 佐竹彦太の末裔は、堀井と金田一が分担して見つけ出した。
- 佐竹由香利の舞台はスローテンポであり、笠原姉妹は原作の描写ほどのアクロバットではない。
- ヤミ屋のパーティに金田一が事務所員・かねを同伴して潜入しようとして警察に逮捕されてしまう。警察の手入れが入ったのは堀井が密告したからである。
- 俊作と音禰が井戸から救出された後、建彦のほか薫も呼ばれる。品子は現れない。
- 音禰が見た由香利と史郎に絞殺されそうになる夢は、2人が旅館の中へ侵入してくるものであり、そのとき実際に俊作が絞殺されかかっていた。由香利の絞殺死体は作業小屋に寝た状態で発見され、史郎の絞殺死体は自殺に偽装されていた。
- 由香利と史郎の殺害現場で金田一が謎解きを始め、上杉が三つ首塔へ向かって歩き始めたのを皆が追いながら話が続き、全てが明らかになってから上杉が塔へ飛び込む。原作のような後日談は無い。

キャスト
- 金田一 - 古谷一行
- 宮本音禰 - 真野響子
- 上杉誠也 - 佐分利信
- 佐竹建彦 - 米倉斉加年
- 佐竹由香利 - 大関優子
- 法然和尚 - 殿山泰司
- 島原明美 - 三原葉子
- 古坂史郎 - ピーター
- 笠原薫 - 岡尚美
- 志賀雷蔵 - 小松方正
- 鬼頭庄七 - 小池朝雄
- 高頭俊作 - 黒沢年男
- かね - 野村昭子
- 日和警部 - 長門勇
- 等々力刑事 - 早川保
- 黒川弁護士 - 加藤和夫
- 上杉夫人 - 露原千草

スタッフ
- 企画 - 角川春樹事務所、毎日放送
- プロデューサー - 青木民男（毎日放送）、滝沢健夫、新野悟（東宝）
- 脚本 - 岡本克己
- 音楽 - 中村八大
- 撮影 - 片岡二郎
- 照明 - 隠田紀一
- 美術 - 末広富
- 録音 - 大庭弘
- 編集 - 神島帰美
- 現像 - 東洋現像所
- 主題歌 - 茶木みやこ「まぼろしの人」
- 助監督 - 小池要之助
- 協力 - 国際放映
- 監督 - 出目昌伸
- 制作 - 毎日放送、東宝

### 1988年版
『名探偵・金田一耕助・三つ首塔』は、テレビ朝日系列の2時間ドラマ「土曜ワイド劇場」（毎週土曜日21時2分 - 23時21分）で1988年7月2日に放送された。
- 昭和36年、横浜での事件という設定で、等々力警部の所属も山下警察署である。
- 双生児設定の登場人物は各1人に変更されていて、音禰と俊作以外の遺産相続資格者は、高頭明美（原作の島原明美を、原作の省三にあたる高頭省一の玄孫で、俊作の従姉に変更）、武内蝶子、武内操（原作の根岸蝶子と笠原操を、武内大弐の曾孫で互いに従姉妹に変更）、佐竹由香利の4人である。音禰と由香利は玄蔵自身の曾孫で、互いを従姉妹として知っており、彦太や善吉は存在しない。また佐竹建彦も存在しない。由香利の継父は鬼頭ではなく鬼川庄七である。
- 玄蔵はフロリダ在住で遺産は数千億円、ひとりあたりの利子だけで毎月1千万円ほどになる。玄蔵が3家の末裔に遺産を遺すとした事情は、金田一が玄蔵の故郷・山形県に行って調査した結果に基づく推理として語る。堀井五郎（原作の高頭五郎 = 堀井敬三）はアメリカの弁護士事務所から派遣されていた。
- 岩下三五郎は登場せず、岩下史郎という世界的に著名なダンサーが登場し、還暦祝賀パーティーでダンスを披露していて、パートナーの操が毒殺される。その後は原作の古坂史郎の役割を担っているが、武内大弐の末裔という設定は無い。序盤で蝶子と組んで音禰を拉致しようとし、蝶子殺害後は明美と組み、明美殺害後は由香利に接近する。
- 明美や蝶子は飲食店の経営者で、由香利に職業設定は無く、原作のようなアングラな商売の設定ではない。音禰が逃避行する設定も無い。志賀雷蔵に相当する人物は登場しない。
- 音禰を連れて蝶子を訪ねた堀井が死体を発見、発見後の展開はおおむね原作の明美殺害後と同じである。そのあと音禰は堀井に命じれられ、岩下と同棲していた明美に届けられた俊作の遺品の中にある三つ首塔の写真を入手に行くが、原作の蝶子に類似した状況で明美の死体が出てきた。音禰と堀井は写真の裏の地図に従って、福島県安達郡木幡村にある三つ首塔へ向かう。
- 三つ首塔の和尚は登場しない。由香利は自分に性的虐待を加えていた鬼川を恨んでおり、岩下の協力を得て寝ている鬼川の頸に縄をかけ、音禰と堀井を突き落とした井戸に吊して絞殺した。そのあと上杉が岩下と由香利を殺害しようとするが、両親を亡くしていた由香利の境遇が音禰に重なったため止めを刺せなかった。
- 高頭俊作として殺害されたのは武内伸一（原作の潤伍、蝶子と操の再従弟）であった。鰐に喰われると死体が出ないことで有名なエバーグレーズで俊作を殺害し、死んだのは自分であるように見せかけて俊作に成りすまそうとしたが、俊作は死なず堀井五郎を名乗っていた。

キャスト
- 金田一 - 小野寺昭
- 宮本音禰 - 松原千明
- 上杉誠也 - 露口茂
- 佐竹由香利 - 武田久美子
- 堀井五郎 - 古尾谷雅人
- 岩下史郎 - 江木俊夫
- 等々力警部 - 角野卓造
- 高頭明美 - 水原ゆう紀
- 鬼川庄七 - 菅貫太郎

※配役リストでは「音禰」は「おとね」とかな書きになっているが、黒川弁護士や金田一の説明で示される系図には「音禰」とある。
スタッフ
- プロデューサー - 佐藤敦、塙淳一
- 脚本 - 宗田喜久松
- 音楽 - 田辺信一
- 撮影 - 宗田喜久松
- 照明 - 木村誠作
- 美術 - 横尾嘉良
- 録音 - 八木隆幸
- 編集 - 冨田功
- ダンス指導 - 神山裕司
- 企画協力 - 角川春樹事務所
- 監督 - 野村孝
- 制作 - にっかつ撮影所、ANB

### 1993年版
『名探偵・金田一耕助シリーズ・三つ首塔』は、TBS系列の2時間ドラマ「月曜ドラマスペシャル」（毎週月曜日21時 - 22時54分）で1993年7月5日に放送された。
原作とは全く無関係なストーリーである。登場人物の氏名は原作が元になっているが、家族関係や性格設定は特に継承されていない。「音禰」という女性が、「俊作」との結婚を条件に「玄蔵」の遺産を相続できる設定と、「三つ首塔」に3人の木像（遺産の被相続人、被相続人による過去の殺人被害者、冤罪による死者）が祀られていて最後に犯人と共に炎上する設定は維持されている。
昭和25年、金田一耕助は黒川弁護士の代理で、座光寺玄蔵の遺言状を執行するため京都丹波の法師村を訪れた。相続条件である結婚相手の宮本俊作は、座光寺音禰の妹・由香利と恋仲であった。俊作と由香利は駆け落ちしようとするが、由香利が殺害される。さらに島村（音禰の叔母・蝶子の内縁の夫）、音禰の父・雷蔵、蝶子が殺害される。由香利、雷蔵、蝶子は首が持ち去られ、三つ首塔に置かれていた。
俊作の母・薫は玄蔵に殺害された武内大弐の娘で、音禰は雷蔵の養女であり薫が玄蔵に強姦されて産んだ娘であった。その強姦の現場を目撃していた島村は薫から金と体を強請っていた。事件は薫と巡査・古坂史郎（冤罪による死者・高頭善吉の息子）による復讐であった。薫は音禰を殺害したうえ三つ首塔で焼身自殺した。
キャスト
- 金田一 - 古谷一行
- 座光寺音禰 - 安永亜衣
- 座光寺雷蔵 - 鶴田忍
- 座光寺由香利 - 武田京子
- 座光寺蝶子 - 山口美也子
- 座光寺玄蔵 - 伴勇太郎
- 島村今朝三 - 朝日完記
- 宮本薫 - 大谷直子
- 宮本俊作 - 高川裕也
- 古坂巡査 - 岡本信人
- 等々力警部 - ハナ肇

※「古坂」を「こさか」と読んでいる。
スタッフ
- 企画 - 大下晴義
- プロデューサー - 細井保伯、浜井誠
- 脚本 - 和久田正明
- 音楽 - 真鍋理一郎
- 撮影 - 宮島正弘
- 照明 - 中岡源権
- 美術 – 内藤昭
- 録音 - 小西進
- 編集 - 谷口登司夫
- 助監督 - 吉田使憲
- 製作協力 - 映像京都
- 企画協力 - 北斗塾、かとう企画
- 監督 - 関本郁夫
- 製作 - 東阪企画、TBS